# De radioshow van Bart
De radioshow van Bart was een radioprogramma van AVROTROS en werd op de zondagmiddag tussen 15:00 en 18:00 uur uitgezonden op NPO 3FM. Het programma begon in 2007 als Bart, de radioshow van Bart maar ging een jaar later verder als De radioshow van Bart. De presentatie was in handen van Bart Arens. Bij zijn afwezigheid was Paul Rabbering de vaste vervanger.

## Vaste items
- De Very Important Phonecall waarin luisteraars mochten bellen met hun favoriete artiest, sporter, presentator, politicus of waar ze maar fan van zijn. In het verleden zijn er onder andere gesprekken uitgezonden met James Morrison, Skin van Skunk Anansie, Jack van Gelder, Maria Mena, Dinand van Kane, Joss Stone en Ilse DeLange.
- De 10 was een spel waarin tien vragen goed beantwoord moesten worden. Als een kandidaat een fout maakte dan lag hij of zij direct uit het spel en nam een andere kandidaat het over. De eerste negen vragen leverden niets op, het ging erom dat je de tien vragen goed had. De vragen gingen meestal over de artiest waar je kaarten voor kon winnen, maar er zaten ook heel andere vragen tussen.
- De bingo waarin door de producer drie ballen met nummers uit de bingoballenmachine werden getrokken. Als je die in je mobiele telefoonnummer had zitten, dan kon je sms'en en maakte je kans op prijzen.

21 Jaar TROS Pop · 3FM BPM: MinistryOfBeats · 3FM Weekend Request · 3voor12Radio · AdreneLine · Altijd de eerste · ...And all that jazz · Andres · Angelique · Angeliques Afternoon · Annemieke Hier · Annemieke Plays · Anoûl · Arbeidsvitaminen · De Avondspits · De avonturen van Mark · Barend · Barend & Benner · Barend en Wijnand · De Bende van Van der Lende · De Boem Boem Disco Show · The Breakfast Club · Claudia d'r op · Club Carter · Curry en Van Inkel · De Dansbar · Dansen met Delsing · Dit is Domien · Domien, Jouw Ochtendshow · ... & dit is Claudia · Ekstra Weekend · Eva · Eva en Giel · Evers staat op · Frank & Eva: Welkom bij de club! · Franks feestje · GIEL · Harm dB · Hein · Herman · Het Betere Werk · Hier! · Jamie · Jan-Paul · Jasper · Joost · Jorien · Kaat tot Laat · Kevin · Lang leve het weekend! · LEX · Lieke · Markplaats · Mark + Rámon · Mega Top 30 · Michiel · Obi · De ochtenddienst · Olivier · De Orde van de Nacht · Parels van de nacht · Partij voor de Vrijdag · (P)laatwerk · RabRadio · Radio op 'n broodje · Rob · Rob & Wijnand en de Ochtendshow · Sanderdome · Sanders Vriendenteam · Saskia en Olivier · Slapen is voor Losers! · Slapen kan altijd nog · De Steen en Been Show · Studio Saskia · Superrradio · Tannaz · Thijs · Timur op 3FM · Vera on Track · Vier Sas! · Vrij · Weekend Wijnand · Wijnand · @Work · Xnoizz
Annemieke Hier (NPO 3FM) · Avondconcert (NPO Radio 4/NPS) · BIS! (NPO Radio 4) · Dance Classics Party Request (NPO 3FM) · De radioshow van Bart (NPO 3FM) · Een Goedemorgen Met... (NPO Radio 4) · Gouden Uren (NPO Radio 2) · Jong Talent (NPO Radio 4/KRO) · Kamerbreed (NPO Radio 1) · Mega Top 50 (NPO 3FM) · Middagconcert (NPO Radio 4/NPS) · Muziek Aan Tafel (NPO Radio 4) · Muziekcafé (NPO Radio 2) · Nieuwsshow (NPO Radio 1) · NL (NPO Radio 2) · Opmaat Van 4 (NPO Radio 4) · Top 50 Op 4 (NPO Radio 4) · Radio Online (NPO Radio 1) · Weekend DNA (NPO 3FM/NPS) · Zaterdagmatinee (NPO Radio 4/NPS/AVRO)